# Dyrnaesita-(La)
La dyrnaesita-(La) és un mineral de la classe dels fosfats. Rep el nom de la zona del camp base, Dyrnæs, al nord de la ciutat de Narsaq, a Groenlàndia. El campament es va utilitzar durant la cartografia geològica del complex alcalí d'Ilímaussaq en el període 1957-1983.

## Característiques
La dyrnaesita-(La) és un fosfat de fórmula química Na₈Ce4+(La,REE)₂(PO₄)₆. Va ser aprovada com a espècie vàlida per l'Associació Mineralògica Internacional l'any 2014. Cristal·litza en el sistema ortoròmbic.
Es troba estructuralment relacionada amb la vitusita-(Ce). És el tercer mineral amb ceri tetravalent després de la cerianita-(Ce) i la stetindita.

## Formació i jaciments
Va ser descoberta a l'àrea de Taseq, al complex d'Ilímaussaq, pertanyent a la localitat de Narsaq (Kujalleq, Groenlàndia). Es tracta de l'únic indret de tot el planeta on ha estat descrita aquesta espècie mineral.